# Bibliografie
O bibliografie este o listă structurată de referințe la documente, scrise în general. În general, ea indică sursele din literatura de specialitate sau lista cărților cu titlurile ordonate alfabetic din care s-a inspirat articolul sau lucrarea respectivă 
.
Bibliografia este, de asemenea, 
„disciplina privind cercetarea, raportarea, descrierea și clasificarea textelor tipărite sau multigrafiate cu scopul de a constitui directoare de cărți destinate să faciliteze cercetarea intelectuală.”
Prin urmare, cuvântul „bibliografie” desemnează atât un obiect, implementarea lui, cât și studiul său.
O bibliografie este diferită de un inventar și un catalog, în special cataloage de bibliotecă menite nu să identifice publicații, ci să le localizeze și mai ales să localizeze exemplare într-una sau mai multe biblioteci.

## Etimologie
Cuvântul bibliografie” provine din greacă βιβλιογραφία, care, la rândul său provine de la cuvintele din greaca veche biblion, „carte” și graphein, „a scrie”. Însemnând literal „a scrie despre cărți”, activitatea pe care o desemnează este mult mai veche: repertoarele de titluri existau deja cu mult înainte de cuvântul „bibliografie”.